# メロス弦楽四重奏団
メロス弦楽四重奏団（メロスげんがくしじゅうそうだん、ドイツ語: Melos Quartett）は、1965年にヴュルテンベルク室内管弦楽団とシュトゥットガルト室内管弦楽団の首席奏者らによって結成されたドイツの弦楽四重奏団である。結成当初の1966年に、ジュネーヴ国際音楽コンクールで最高賞を取得している。ヴィルヘルム・メルヒャーの死により、2005年に解散した。イギリスの室内合奏団メロス・アンサンブル (Melos Ensemble) とは別の団体である。
「メロス」の名称の由来は、第1ヴァイオリンのMelcherのMelと第2ヴァイオリンとヴィオラのVoss兄弟のosを組み合わせ、ラテン語で「歌」「音色」「旋律」を意味するmelosに掛けたものである。
ドイツの弦楽四重奏団らしく、重厚な音が魅力で、ベートーヴェン、メンデルスゾーン、シューベルト、シューマン、ブラームスを得意とし、それぞれの作曲家の全曲録音を行っている。特にベートーヴェンでは高い評価を得ているが、アルバン・ベルク弦楽四重奏団と違って現代音楽は一切演奏しない。

## メンバー
第1ヴァイオリン
- ヴィルヘルム・メルヒャー（英語版）（Wilhelm Melcher）

第2ヴァイオリン
- ゲルハルト・フォス（Gerhard Voss） - 1993年まで
- イーダ・ビーラー（Ida Bieler） - 1993年から

ヴィオラ
- ヘルマン・フォス（Hermann Voss）

チェロ
- ペーター・ブック（Peter Buck）